# Szlávik Ferenc
Szlávik Ferenc (Abrudbánya, 1876 – Székelyudvarhely, 1931. október 21.) erdélyi magyar irodalomtörténész, nyelvész.

## Életútja, munkássága
Középiskoláit a gyulafehérvári Mailáth Főgimnáziumban végezte, majd a kolozsvári egyetemen szerzett tanári oklevelet. Tanított Marosvásárhelyen, Csíksomlyón, Brassóban, Székelyudvarhelyen (itt 1928–30 között a Római Katolikus Főgimnázium igazgatója is).
Sorozatban közölte a Magyar Nyelvőrben (1910–15 között) az általa gyűjtött székelyföldi helyneveket, állatneveket, család- és gúnyneveket, tájszókat és szólásokat. A Régi Magyar Könyvtárban sajtó alá rendezte a Csíksomlyói iskoladrámák c. kötetet (Budapest, 1913); szerkesztésében jelentek meg a marosvásárhelyi Római Katolikus Főgimnázium 1923–28 közötti Értesítői.

## Külső hivatkozások
- Csíksomlyói iskoladrámák. Régi magyar könyvtár (32). Magyar Tudományos Akadémia, Budapest. 1913.